# 楢﨑智亜
楢﨑 智亜（ならさき ともあ、1996年6月22日 - ）は、日本のスポーツクライマーでTEAM au所属。栃木県出身。スポーツクライミングスピード日本記録保持者。実弟の楢﨑明智も同じくクライマー。妻は同じくスポーツクライマーの野口啓代。

## 経歴・人物
栃木県宇都宮市出身。身長170cm、体重60kg。栃木県立宇都宮北高等学校出身。体脂肪率は2～4％。
海外では身体能力、類稀な跳躍力、俊敏性からninjaと異名で呼ばれる。また、他の選手が思いつかないような動きはTomoa styleと評される。
スピード競技で楢﨑智亜が生み出したTomoa skipと呼ばれる技がある。スタート後2つ目のホールド（突起）を掴まずにとばし、タイムを短縮する技であり世界の選手が取り入れている。
幼稚園で器械体操を始める。県大会で入賞するなどの成績を残し、当時は体操でオリンピックに出場する事を目標にしていた。しかし突然体操の演技をすることに恐怖を感じ、施設の中に入ることすら出来なくなり、10歳で体操を休止する。そんな時、兄が通っていたスポーツクライミングジムに行き、クライミングを始めた。
2011年中学3年でジャパンカップに初出場。この頃は、まだクライミングジムに遊び感覚で通っていた。
2014年高校3年で、ワールドカップに初出場。
2015年高校卒業後18歳でプロクライマーになる。当時、高卒でプロになる選手はおらず、やるからには本気でとプロの道を選んだ。父親からは2年で結果が出なければ辞めるように言われていた。それまでワールドカップなどではほとんど予選落ちだったが、約束のプロ2年目の2016年にワールドカップ2勝、世界選手権優勝を果たし、世界ランキングは30位台から一気に1位になる。
2016年8月より株式会社KDDIとスポンサー契約。TEAM-auに所属。また、2023年7月よりフィットネスブランドuFitとスポンサー契約。コンディショニングのサポートを受ける。
IFSCクライミング世界選手権で2016・2019年 ボルダリング種目、2019年 複合種目で優勝。2016・2019年｢IFSC クライミング・ワールドカップ　ボルダリング種目」で年間総合優勝を果たす。
2019 IFSC クライミング世界選手権大会（八王子市総合体育館）の複合種目で優勝した事により、2020年東京オリンピック スポーツクライミング競技 日本代表選手に内定した。
2020年10月24日、スポーツクライミング　スピード・ジャパンツアー(岩手県営運動公園スポーツクライミング競技場)にて、日本人初の5秒台となる5秒90をマークし、自身の日本記録を更新。
2021年3月6日、スポーツクライミング　スピード・ジャパンカップ(京都・サンガスタジアム)決勝にて5秒72をマークし、自身の日本記録を更新。
2021年8月3日、2020年東京オリンピック スポーツクライミング（新競技） 男子複合予選で総合2位となり決勝へ進出し、同年8月5日の決勝で4位に入賞した。
2021年12月25日、東京オリンピックスポーツクライミング女子複合の代表選手である野口啓代との結婚を発表した。
2024年パリオリンピックのスポーツクライミング競技の男子ボルダー&リードでは、準決勝リードラウンドで10位となり決勝には進めなかった。

## 競技会の戦績

### 国内大会
- 2015年　
  - 日本ユース選手権リード 優勝
  - ユース選手権ボルダリング競技大会 優勝
- 2018年
  - 第1回コンバインド・ジャパンカップ 優勝
- 2019年
  - 第2回コンバインド・ジャパンカップ 優勝
- 2020年
  - 第15回ボルダリング・ジャパンカップ 2位
  - 第2回スピード・ジャパンカップ 2位
  - 第33回リード・ジャパンカップ 4位
- 2021年
  - 第3回スピード・ジャパンカップ 優勝

### アジア大会・世界大会
| 開催年月   | 大会名                                      | 競技種目                 | 競技種目                 | 競技種目                 | 競技種目                 |
| 開催年月   | 大会名                                      | リード                   | ボルダリング             | スピード                 | 複合                     |
| ---------- | ------------------------------------------- | ------------------------ | ------------------------ | ------------------------ | ------------------------ |
| 2012年8月  | 世界ユース選手権（ユースA）                 | 4位                      |                          |                          |                          |
| 2014年8月  | 世界選手権 ドイツ：ミュンヘン               |                          | 10位                     |                          |                          |
| 2015年8月  | 世界ユース選手権（ジュニア）                | 8位                      | 4位                      |                          |                          |
| 2015年11月 | アジア選手権                                |                          | 4位                      | 28位                     |                          |
| 2015年12月 | アジアユース選手権（ジュニア）              |                          | 1位                      | 3位                      |                          |
| 2016年8月  | アジア選手権                                |                          | 2位                      |                          |                          |
| 2016年9月  | 世界選手権 フランス：パリ                   |                          | 1位                      |                          |                          |
| 2017年7月  | ワールドゲームズ2017 ポーランド：ヴロツワフ |                          | 5位                      |                          |                          |
| 2017年9月  | アジア選手権                                | 26位                     | 4位                      | 19位                     |                          |
| 2018年8月  | アジア競技大会 インドネシア：ジャカルタ     |                          |                          | 10位                     | 3位                      |
| 2018年9月  | 世界選手権 オーストリア：インスブルック     | 13位                     | 7位                      | 21位                     | 5位                      |
| 2019年8月  | 世界選手権 日本：八王子                     | 4位                      | 1位                      | 22位                     | 1位                      |
| 2021年8月  | オリンピック 日本：東京                     | スポーツクライミング複合 | スポーツクライミング複合 | スポーツクライミング複合 | スポーツクライミング複合 |
| 2021年8月  | オリンピック 日本：東京                     | 6位                      | 3位                      | 2位                      | 4位                      |

### ワールドカップ
ボルダリング
- 2014年 海陽 5位
- 2016年 - 年間総合優勝 [21]
  - 重慶 1位、ナビムンバイ 2位、インスブルック 2位、ベイル 2位、ミュンヘン 1位
- 2017年　重慶 2位、南京 2位、八王子 2位、ナビムンバイ 6位、ミュンヘン 2位
- 2018年　マイリンゲン 2位、モスクワ 1位、八王子 2位、ベイル 3位 - 年間総合2位 [22]
- 2019年　マイリンゲン 2位、重慶 2位、呉江 1位、ベイル 2位 - 年間総合優勝 [23]

リード
- 2017年 呉江 2位、廈門 2位
- 2018年 ヴィラール 3位
- 2019年 ヴィラール 6位、廈門 3位

## ギャラリー

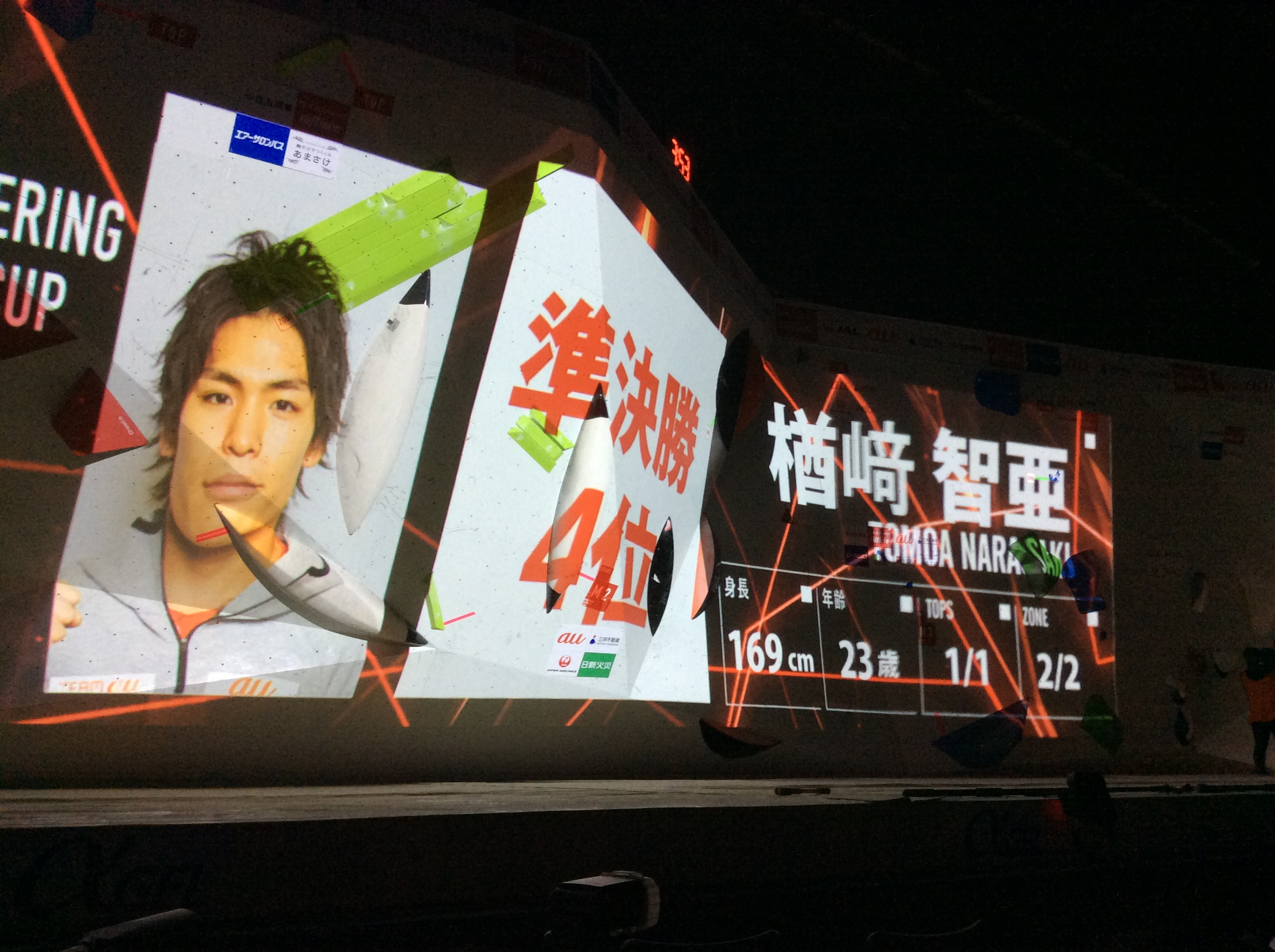
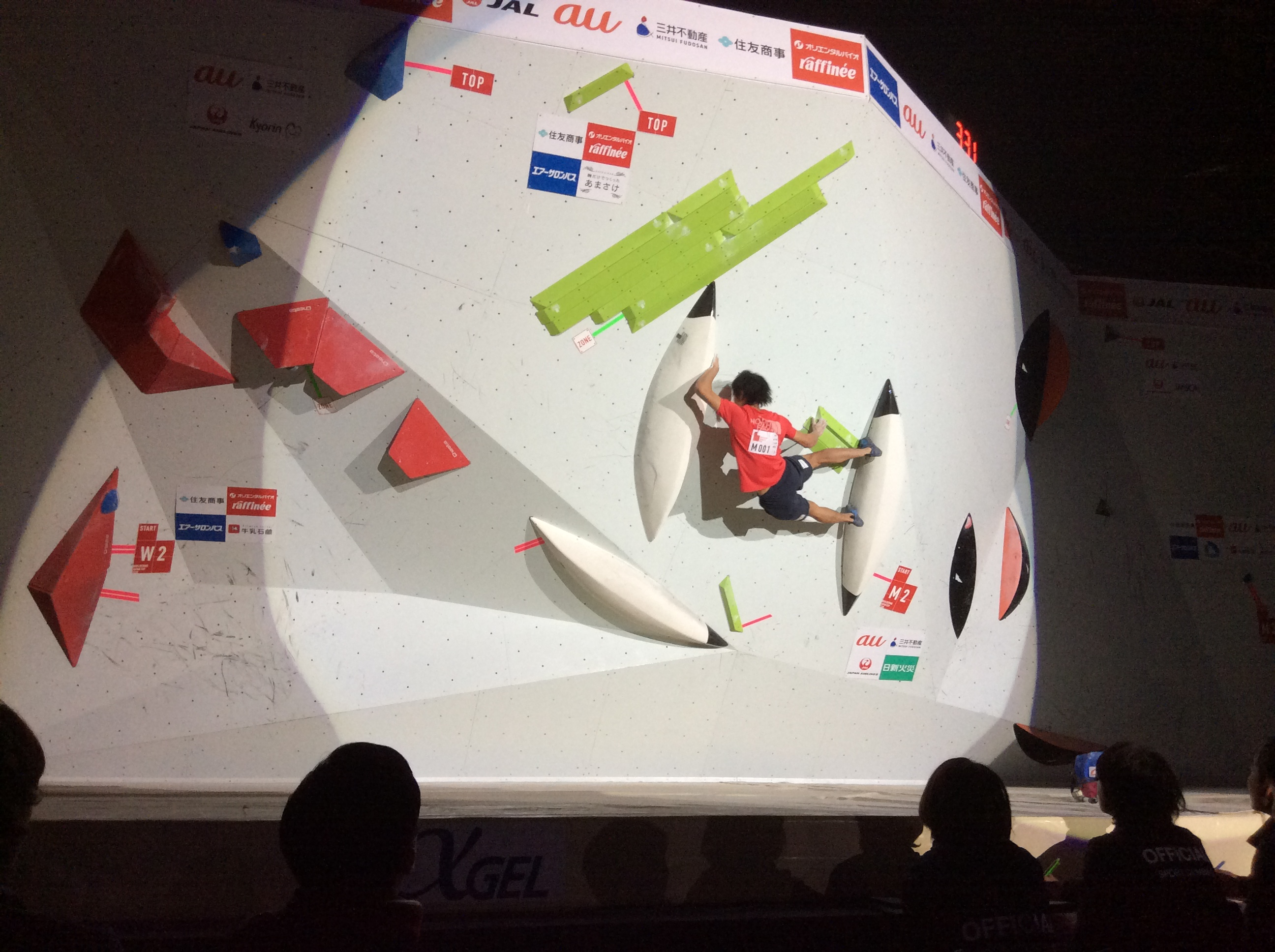
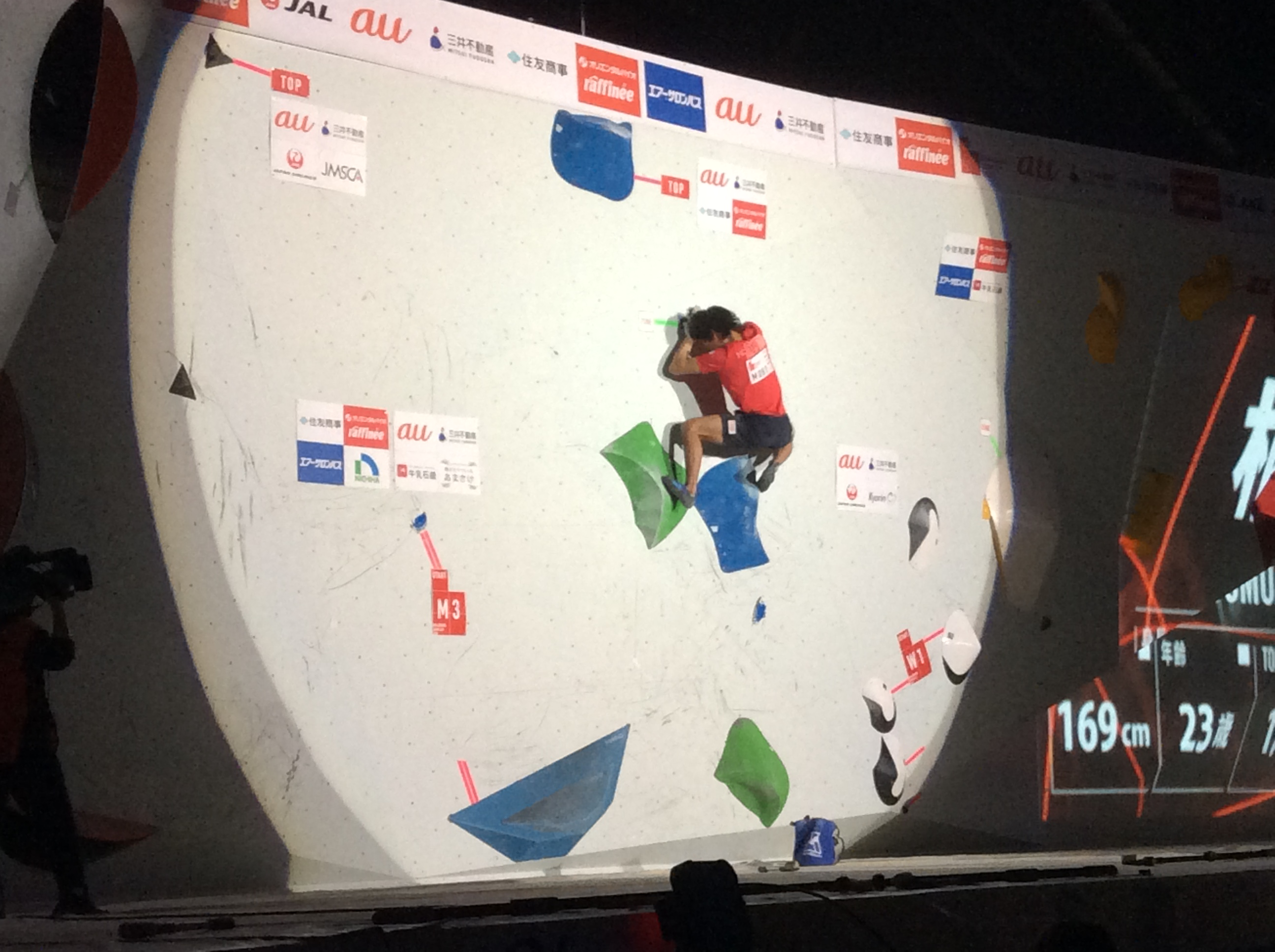
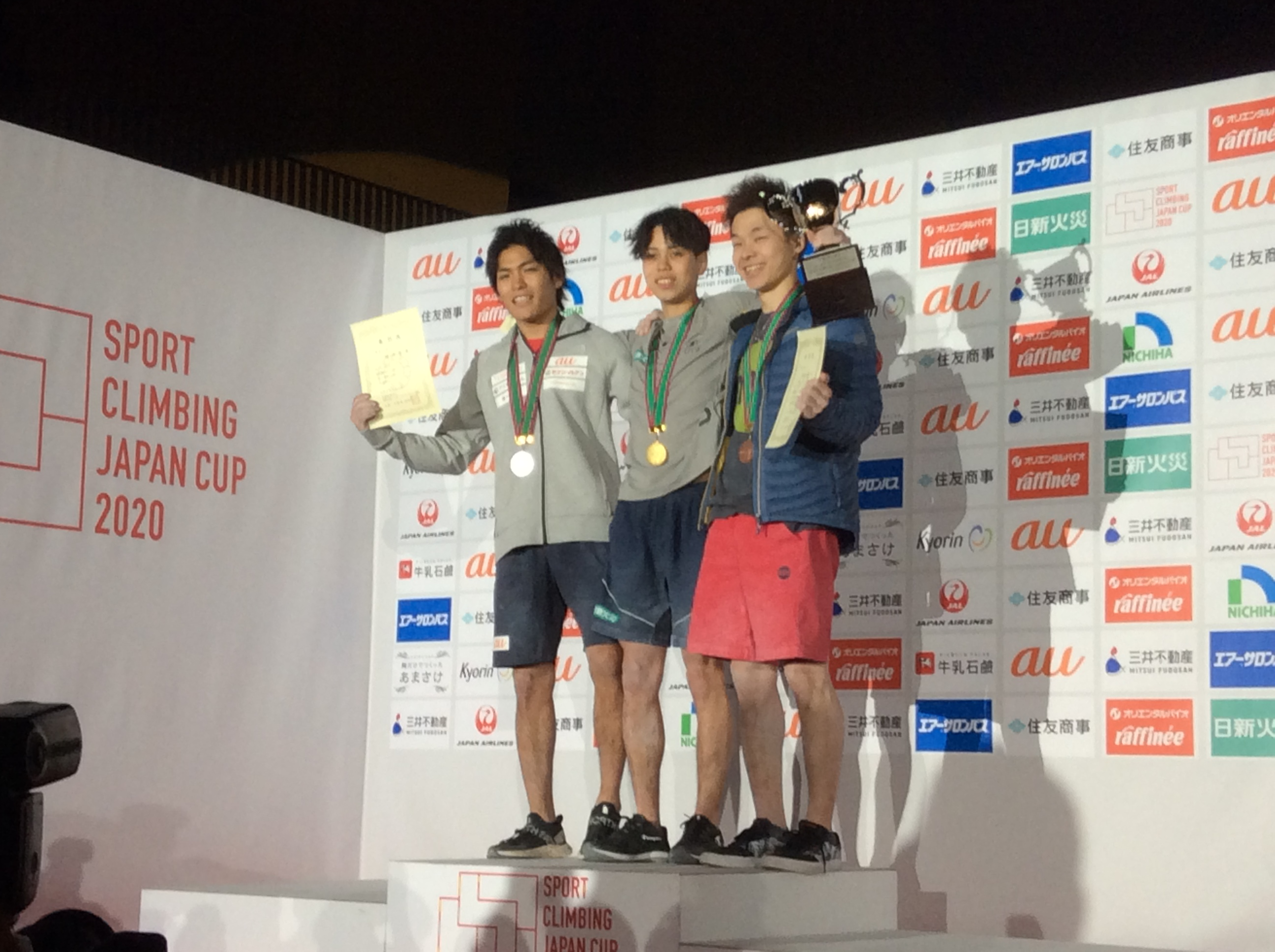

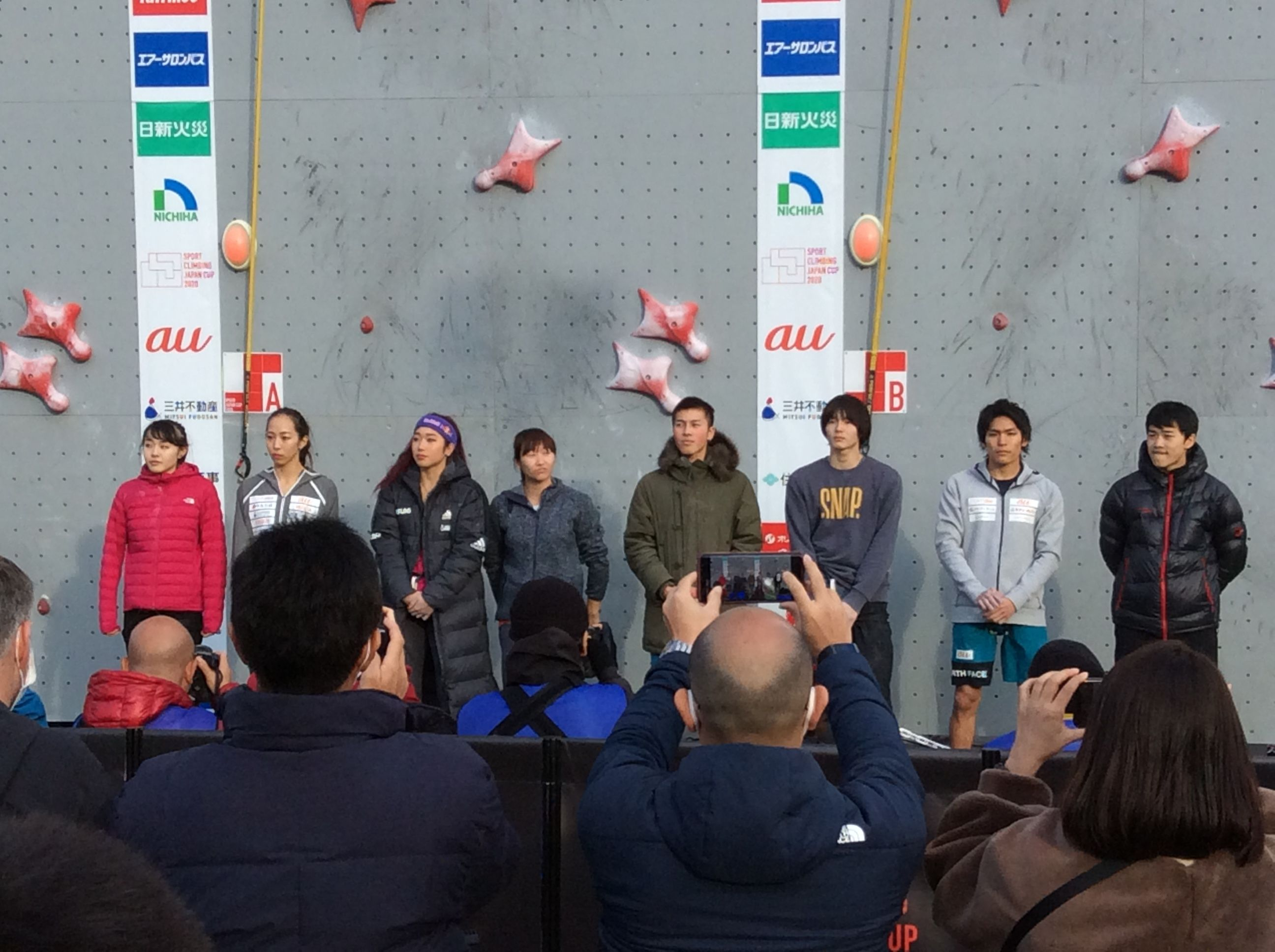
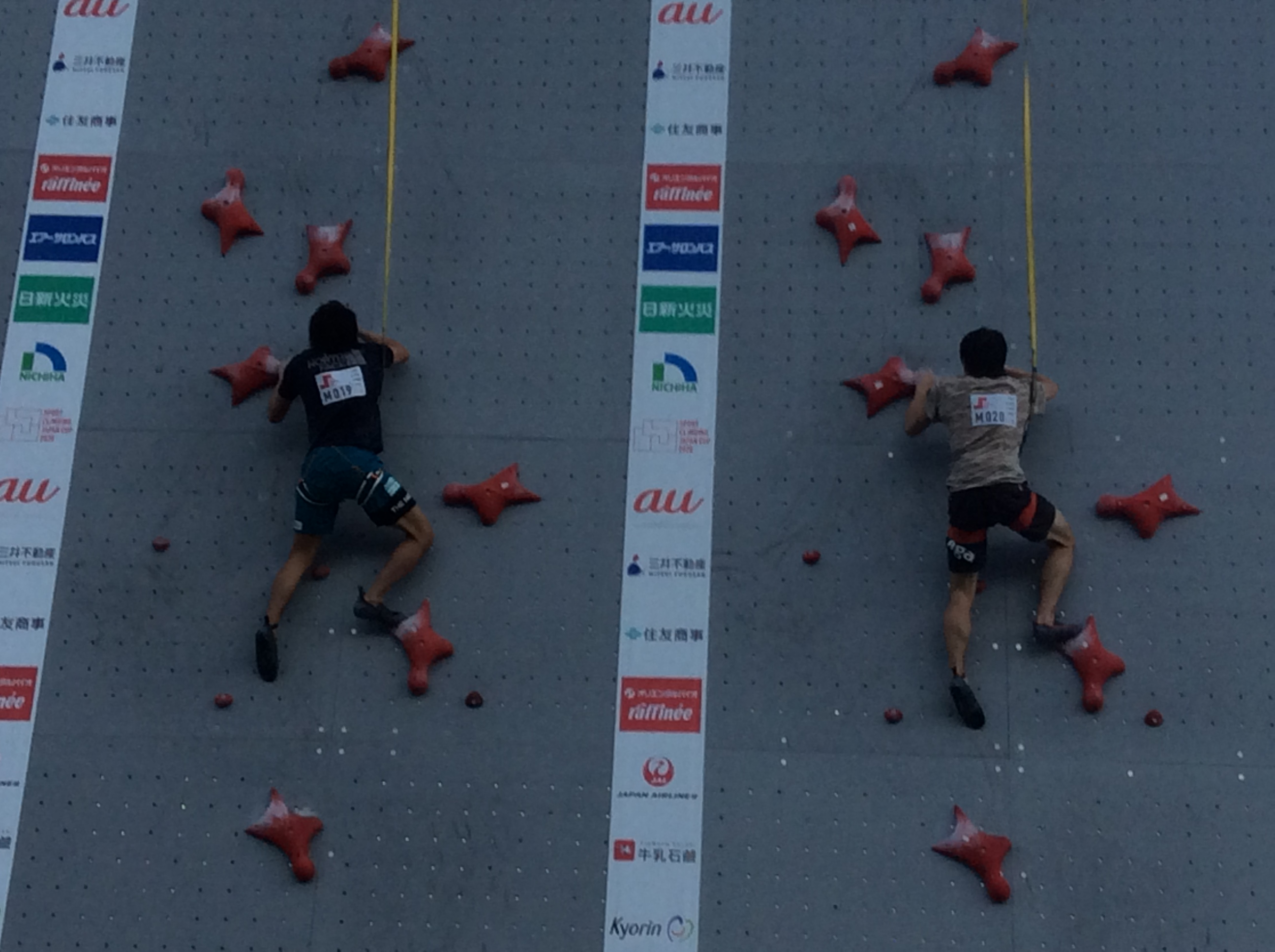
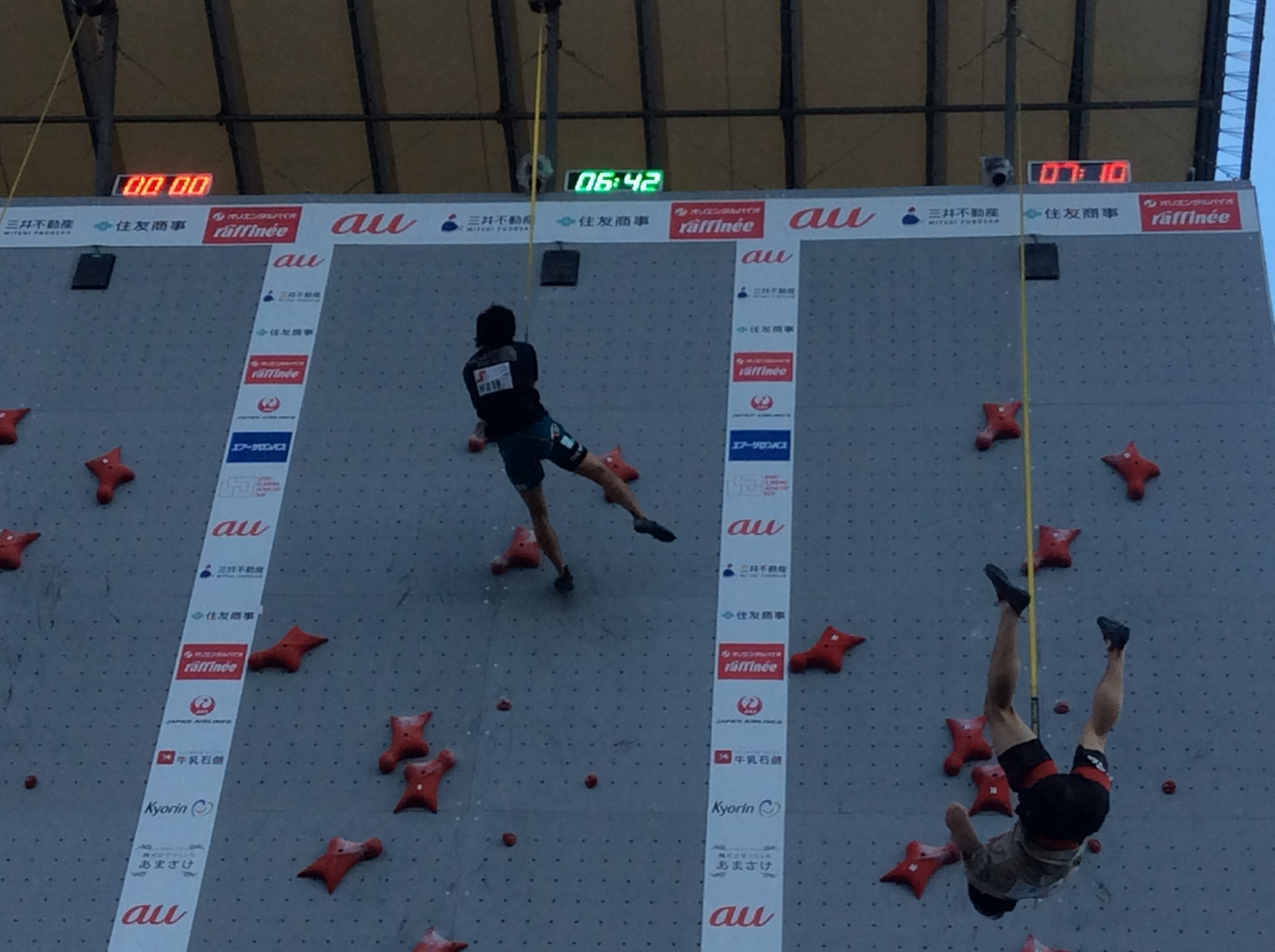
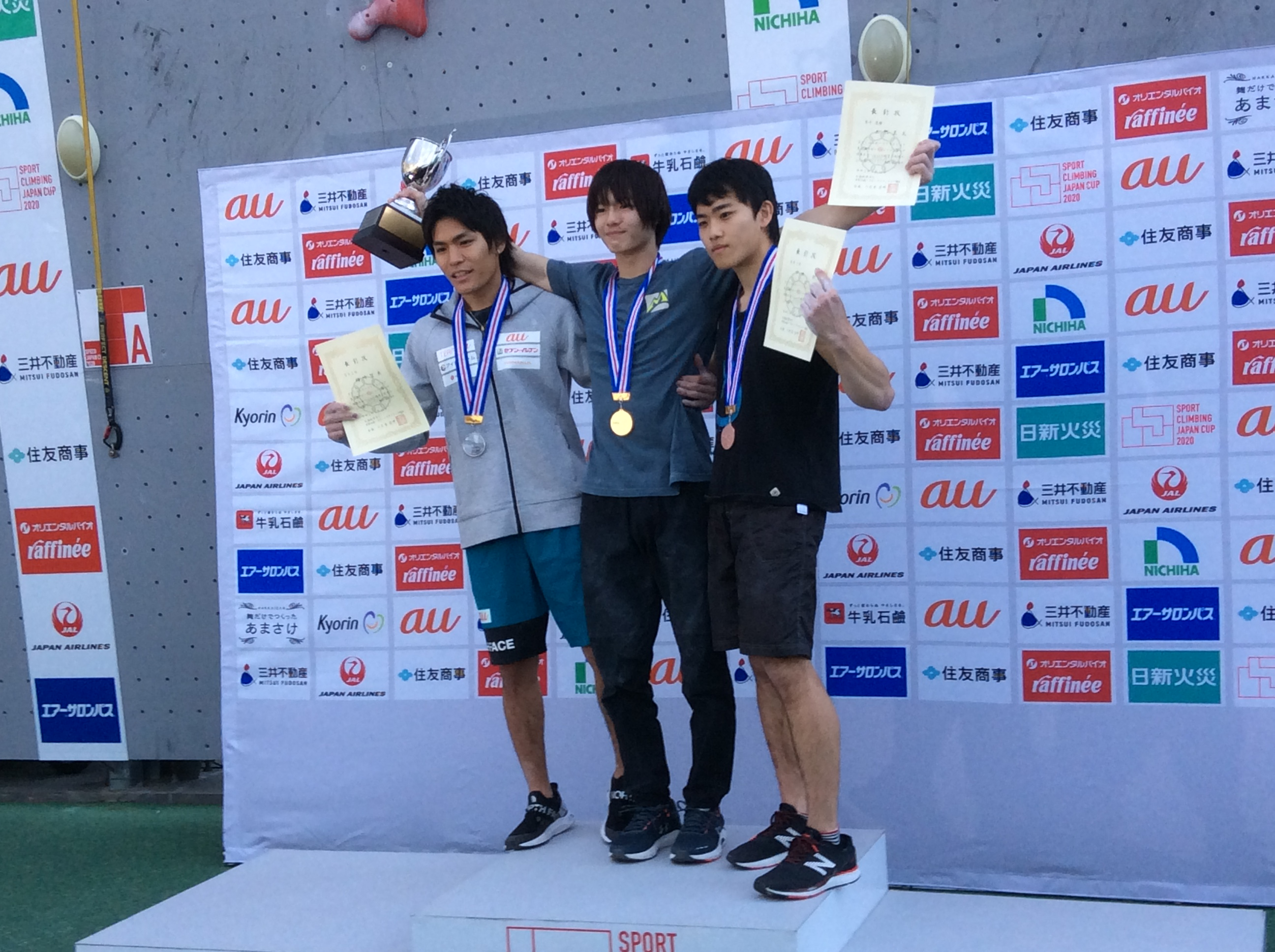

### 国際大会
ボルダリング
- 2017年 チャイナオープン広州 6位